# 2022 год в сумо
Ниже перечислены основные события профессионального сумо в 2022 году.

## Турниры

### Хацу басё
9 — 23 января, Рёгоку Кокугикан, Токио.
Обозначения
| Победитель турнира | Второе место | Пропустил турнир |

| Макуути  | Макуути      | Макуути   | Макуути   | Макуути   | Макуути   | Макуути   | Макуути | Макуути  | Макуути     | Макуути   | Макуути   | Макуути   | Макуути   | Макуути   |
| Восток   | Восток       | Результат | Результат | Результат | Результат | Результат | Ранг    | Запад    | Запад       | Результат | Результат | Результат | Результат | Результат |
| -------- | ------------ | --------- | --------- | --------- | --------- | --------- | ------- | -------- | ----------- | --------- | --------- | --------- | --------- | --------- |
| Монголия | Тэрунофудзи  | 11        | —         | 4         | —         | 0         | Ё       | ø        |             |           | —         |           | —         |           |
| Япония   | Такакэйсё    | 1         | —         | 3         | —         | 11        | О       | Япония   | Сёдай       | 6         | —         | 9         | —         | 0         |
| Япония   | Митакэуми    | 13        | —         | 2         | —         | 0         | С       | Япония   | Таканосё    | 7         | —         | 8         | —         | 0         |
| Япония   | Мэйсэй       | 7         | —         | 8         | —         | 0         | К       | Япония   | Дайэйсё     | 7         | —         | 8         | —         | 0         |
| Япония   | Вакатакакагэ | 9         | —         | 6         | —         | 0         | М1      | Монголия | Кирибаяма   | 6         | —         | 9         | —         | 0         |
| Япония   | Ура          | 8         | —         | 7         | —         | 0         | M2      | Монголия | Итинодзё    | 8         | —         | 7         | —         | 0         |
| Монголия | Тамаваси     | 8         | —         | 7         | —         | 0         | M3      | Япония   | Эндо        | 7         | —         | 8         | —         | 0         |
| Япония   | Окиноуми     | 4         | —         | 11        | —         | 0         | M4      | Япония   | Хокутофудзи | 6         | —         | 9         | —         | 0         |
| Япония   | Оносё        | 10        | —         | 5         | —         | 0         | M5      | Монголия | Тиёсёма     | 4         | —         | 11        | —         | 0         |
| Монголия | Хосёрю       | 11        | —         | 4         | —         | 0         | M6      | Япония   | Аби         | 12        | —         | 3         | —         | 0         |
| Япония   | Такаясу      | 0         | —         | 0         | —         | 15        | M7      | Япония   | Такарафудзи | 9         | —         | 6         | —         | 0         |
| Япония   | Хидэноуми    | 0         | —         | 0         | —         | 15        | M8      | Япония   | Тобидзару   | 6         | —         | 9         | —         | 0         |
| Япония   | Тиёнокуни    | 4         | —         | 11        | —         | 0         | M9      | Япония   | Симаноуми   | 5         | —         | 6         | —         | 4         |
| Япония   | Мёгирю       | 5         | —         | 8         | —         | 2         | M10     | Япония   | Акуа        | 4         | —         | 11        | —         | 0         |
| Япония   | Саданоуми    | 8         | —         | 7         | —         | 0         | M11     | Япония   | Тэруцуёси   | 7         | —         | 8         | —         | 0         |
| Япония   | Исиура       | 11        | —         | 4         | —         | 0         | M12     | Япония   | Тиётайрю    | 7         | —         | 8         | —         | 0         |
| Япония   | Тиёмару      | 7         | —         | 8         | —         | 0         | M13     | Япония   | Ютакаяма    | 6         | —         | 9         | —         | 0         |
| Япония   | Котоновака   | 11        | —         | 4         | —         | 0         | M14     | Япония   | Итиямамото  | 5         | —         | 10        | —         | 0         |
| Япония   | Вакамотохару | 9         | —         | 6         | —         | 0         | M15     | Грузия   | Тотиносин   | 7         | —         | 8         | —         | 0         |
| Болгария | Аоияма       | 8         | —         | 7         | —         | 0         | M16     | Япония   | Цуругисё    | 6         | —         | 9         | —         | 0         |
| Япония   | Котоэко      | 8         | —         | 7         | —         | 0         | M17     | Бразилия | Кайсэй      | 5         | —         | 7         | —         | 3         |
| Япония   | Охо          | 7         | —         | 8         | —         | 0         | M18     | ø        |             |           | —         |           | —         |           |

| Дзюрё    | Дзюрё     | Дзюрё     | Дзюрё     | Дзюрё     | Дзюрё     | Дзюрё     | Дзюрё | Дзюрё    | Дзюрё       | Дзюрё     | Дзюрё     | Дзюрё     | Дзюрё     | Дзюрё     |
| Восток   | Восток    | Результат | Результат | Результат | Результат | Результат | Ранг  | Запад    | Запад       | Результат | Результат | Результат | Результат | Результат |
| -------- | --------- | --------- | --------- | --------- | --------- | --------- | ----- | -------- | ----------- | --------- | --------- | --------- | --------- | --------- |
| Япония   | Кагаяки   | 8         | —         | 7         | —         | 0         | Д1    | Япония   | Бусёзан     | 2         | —         | 13        | —         | 0         |
| Япония   | Нисикиги  | 9         | —         | 6         | —         | 0         | Д2    | Япония   | Котосёхо    | 11        | —         | 4         | —         | 0         |
| Япония   | Дайамами  | 7         | —         | 8         | —         | 0         | Д3    | Япония   | Сёходзан    | 6         | —         | 9         | —         | 0         |
| Япония   | Асанояма  | 0         | —         | 0         | —         | 15        | Д4    | Япония   | Котокудзан  | 9         | —         | 4         | —         | 1         |
| Япония   | Кайсё     | 8         | —         | 7         | —         | 0         | Д5    | Монголия | Адзумарю    | 9         | —         | 6         | —         | 0         |
| Япония   | Асановака | 9         | —         | 6         | —         | 0         | Д6    | Япония   | Даисёмару   | 6         | —         | 9         | —         | 0         |
| Монголия | Миторю    | 0         | —         | 1         | —         | 14        | Д7    | Монголия | Даисёхо     | 6         | —         | 9         | —         | 0         |
| Япония   | Тохакурю  | 10        | —         | 5         | —         | 0         | Д8    | Япония   | Мидорифудзи | 9         | —         | 6         | —         | 0         |
| Япония   | Цуругисё  | 10        | —         | 5         | —         | 0         | Д9    | Япония   | Тураноуми   | 6         | —         | 9         | —         | 0         |
| Япония   | Токусёрю  | 9         | —         | 6         | —         | 0         | Д10   | Япония   | Энхо        | 6         | —         | 9         | —         | 0         |
| Япония   | Хакуёдзан | 6         | —         | 9         | —         | 0         | Д11   | Япония   | Тиёно       | 0         | —         | 5         | —         | 10        |
| Япония   | Сиден     | 0         | —         | 0         | —         | 15        | Д12   | Япония   | Китоновака  | 8         | —         | 7         | —         | 0         |
| Япония   | Котоюсё   | 6         | —         | 9         | —         | 0         | Д13   | Япония   | Тиёараси    | 6         | —         | 9         | —         | 0         |
| Япония   | Хирадоуми | 8         | —         | 7         | —         | 0         | Д14   | Япония   | Яго         | 11        | —         | 4         | —         | 0         |

#### Обладателиспециальных призов
- гино-сё (за технику) — Митакэуми
- сюкун-сё (за выдающееся выступление) — Аби
- канто-сё (за боевой дух) — Котоновака[англ.]

### Хару басё
13 – 27 марта, Гимназия префектуры Осака, Осака.
Обозначения
| Победитель турнира | Второе место | Пропустил турнир |

| Макуути  | Макуути       | Макуути   | Макуути   | Макуути   | Макуути   | Макуути   | Макуути | Макуути  | Макуути      | Макуути   | Макуути   | Макуути   | Макуути   | Макуути   |
| Восток   | Восток        | Результат | Результат | Результат | Результат | Результат | Ранг    | Запад    | Запад        | Результат | Результат | Результат | Результат | Результат |
| -------- | ------------- | --------- | --------- | --------- | --------- | --------- | ------- | -------- | ------------ | --------- | --------- | --------- | --------- | --------- |
| Монголия | Тэрунофудзи   | 3         | —         | 3         | —         | 9         | Ё       | ø        |              |           | —         |           | —         |           |
| Япония   | Сёдай         | 9         | —         | 6         | —         | 0         | О       | Япония   | Такакэйсё    | 8         | —         | 7         | —         | 0         |
| ø        |               |           | —         |           | —         |           | О       | Япония   | Митакэуми    | 11        | —         | 4         | —         | 0         |
| Япония   | Вакатакакагэ* | 12        | —         | 3         | —         | 0         | С       | Япония   | Аби          | 8         | —         | 7         | —         | 0         |
| Япония   | Таканосё      | 4         | —         | 11        | —         | 0         | К       | Монголия | Хосёрю       | 8         | —         | 7         | —         | 0         |
| Япония   | Дайэйсё       | 8         | —         | 7         | —         | 0         | М1      | Япония   | Ура          | 4         | —         | 11        | —         | 0         |
| Монголия | Итинодзё      | 9         | —         | 6         | —         | 0         | M2      | Монголия | Тамаваси     | 7         | —         | 8         | —         | 0         |
| Япония   | Оносё         | 6         | —         | 9         | —         | 0         | M3      | Япония   | Мэйсэй       | 1         | —         | 14        | —         | 0         |
| Монголия | Кирибаяма     | 10        | —         | 5         | —         | 0         | M4      | Япония   | Эндо         | 8         | —         | 7         | —         | 0         |
| Япония   | Такарафудзи   | 6         | —         | 9         | —         | 0         | M5      | Япония   | Исиура       | 2         | —         | 7         | —         | 6         |
| Япония   | Хокутофудзи   | 9         | —         | 6         | —         | 0         | M6      | Япония   | Котоновака   | 11        | —         | 4         | —         | 0         |
| Япония   | Такаясу**     | 12        | —         | 3         | —         | 0         | M7      | Япония   | Окиноуми     | 5         | —         | 10        | —         | 0         |
| Монголия | Тиёсёма       | 5         | —         | 10        | —         | 0         | M8      | Япония   | Саданоуми    | 5         | —         | 10        | —         | 0         |
| Япония   | Тобидзару     | 9         | —         | 6         | —         | 0         | M9      | Япония   | Вакамотохару | 9         | —         | 6         | —         | 0         |
| Япония   | Симаноуми     | 8         | —         | 7         | —         | 0         | M10     | Болгария | Аоияма       | 7         | —         | 8         | —         | 0         |
| Япония   | Мёгирю        | 7         | —         | 8         | —         | 0         | M11     | Япония   | Тэруцуёси    | 8         | —         | 7         | —         | 0         |
| Япония   | Котоэко       | 9         | —         | 7         | —         | 0         | M12     | Япония   | Тиётайрю     | 7         | —         | 8         | —         | 0         |
| Япония   | Тиёмару       | 5         | —         | 10        | —         | 0         | M13     | Япония   | Тиёнокуни    | 5         | —         | 6         | —         | 4         |
| Япония   | Котосёхо      | 9         | —         | 6         | —         | 0         | M14     | Япония   | Ютакаяма     | 7         | —         | 8         | —         | 0         |
| Япония   | Акуа          | 4         | —         | 11        | —         | 0         | M15     | Грузия   | Тотиносин    | 9         | —         | 6         | —         | 0         |
| Япония   | Нисикиги      | 9         | —         | 6         | —         | 0         | M16     | Япония   | Котокудзан   | 7         | —         | 8         | —         | 0         |
| Япония   | Кагаяки       | 7         | —         | 8         | —         | 0         | M17     | Япония   | Итиямамото   | 8         | —         | 7         | —         | 0         |

| Дзюрё    | Дзюрё       | Дзюрё     | Дзюрё     | Дзюрё     | Дзюрё     | Дзюрё     | Дзюрё | Дзюрё  | Дзюрё      | Дзюрё     | Дзюрё     | Дзюрё     | Дзюрё     | Дзюрё     |
| Восток   | Восток      | Результат | Результат | Результат | Результат | Результат | Ранг  | Запад  | Запад      | Результат | Результат | Результат | Результат | Результат |
| -------- | ----------- | --------- | --------- | --------- | --------- | --------- | ----- | ------ | ---------- | --------- | --------- | --------- | --------- | --------- |
| Япония   | Охо         | 10        | —         | 5         | —         | 0         | Д1    | Япония | Цуругисё   | 7         | —         | 8         | —         | 0         |
| Монголия | Адзумарю    | 10        | —         | 5         | —         | 0         | Д2    | Япония | Хидэноуми  | 8         | —         | 7         | —         | 0         |
| Бразилия | Кайсэй      | 4         | —         | 11        | —         | 0         | Д3    | Япония | Тохакурю   | 7         | —         | 8         | —         | 0         |
| Япония   | Асановака   | 5         | —         | 10        | —         | 0         | Д4    | Япония | Кайсё      | 5         | —         | 10        | —         | 1         |
| Япония   | Дайамами    | 7         | —         | 8         | —         | 0         | Д5    | Япония | Цуругисё   | 7         | —         | 8         | —         | 0         |
| Япония   | Мидорифудзи | 12        | —         | 3         | —         | 0         | Д6    | Япония | Сёходзан   | 4         | —         | 11        | —         | 0         |
| Монголия | Миторю      | 10        | —         | 5         | —         | 0         | Д7    | Япония | Токусёрю   | 7         | —         | 8         | —         | 0         |
| Япония   | Яго         | 8         | —         | 7         | —         | 0         | Д8    | Япония | Даисёмару  | 5         | —         | 10        | —         | 0         |
| Монголия | Даисёхо     | 10        | —         | 5         | —         | 0         | Д9    | Япония | Бусёзан    | 6         | —         | 9         | —         | 0         |
| Япония   | Китоновака  | 11        | —         | 4         | —         | 0         | Д10   | Япония | Тураноуми  | 5         | —         | 10        | —         | 0         |
| Япония   | Хирадоуми   | 7         | —         | 8         | —         | 0         | Д11   | Япония | Энхо       | 10        | —         | 5         | —         | 0         |
| Япония   | Хакуёзан    | 4         | —         | 11        | —         | 0         | Д12   | Япония | Атамифудзи | 7         | —         | 8         | —         | 0         |
| Япония   | Рюден       | 13        | —         | 2         | —         | 0         | Д13   | Япония | Симадзууми | 8         | —         | 7         | —         | 0         |
| Япония   | Такакэнто   | 7         | —         | 8         | —         | 0         | Д14   | Япония | Котоюсё    | 4         | —         | 11        | —         | 0         |

Примечания:
- * – победил в дополнительном финале
- ** – проиграл в дополнительном финале

#### Обладателиспециальных призов
- гино-сё (за техническое совершенство) — Вакатакакагэ
- канто-сё (за боевой дух) — Котоновака[англ.] и Такаясу[англ.]

### Нацу басё
8 — 22 мая, Рёгоку Кокугикан, Токио.
Обозначения
| Победитель турнира | Второе место | Пропустил турнир |

| Макуути  | Макуути      | Макуути   | Макуути   | Макуути   | Макуути   | Макуути   | Макуути | Макуути  | Макуути      | Макуути   | Макуути   | Макуути   | Макуути   | Макуути   |
| Восток   | Восток       | Результат | Результат | Результат | Результат | Результат | Ранг    | Запад    | Запад        | Результат | Результат | Результат | Результат | Результат |
| -------- | ------------ | --------- | --------- | --------- | --------- | --------- | ------- | -------- | ------------ | --------- | --------- | --------- | --------- | --------- |
| Монголия | Тэрунофудзи  | 12        | —         | 3         | —         | 0         | Ё       | ø        |              |           | —         |           | —         |           |
| Япония   | Митакэуми    | 6         | —         | 9         | —         | 0         | О       | Япония   | Сёдай        | 5         | —         | 10        | —         | 0         |
| ø        |              |           | —         |           | —         |           | О       | Япония   | Такакэйсё    | 8         | —         | 7         | —         | 0         |
| Япония   | Вакатакакагэ | 9         | —         | 6         | —         | 0         | С       | Япония   | Аби          | 7         | —         | 8         | —         | 0         |
| Монголия | Хосёрю       | 8         | —         | 7         | —         | 0         | К       | Япония   | Дайэйсё      | 11        | —         | 4         | —         | 0         |
| Япония   | Такаясу      | 6         | —         | 9         | —         | 0         | М1      | Монголия | Итинодзё     | 0         | —         | 0         | —         | 15        |
| Монголия | Кирибаяма    | 10        | —         | 5         | —         | 0         | M2      | Япония   | Котоновака   | 9         | —         | 6         | —         | 0         |
| Япония   | Хокутофудзи  | 5         | —         | 10        | —         | 0         | M3      | Монголия | Тамаваси     | 9         | —         | 6         | —         | 0         |
| Япония   | Эндо         | 7         | —         | 8         | —         | 0         | M4      | Япония   | Таканосё     | 11        | —         | 4         | —         | 0         |
| Япония   | Оносё        | 2         | —         | 4         | —         | 9         | M5      | Япония   | Тобидзару    | 7         | —         | 8         | —         | 6         |
| Япония   | Ура          | 9         | —         | 5         | —         | 1         | M6      | Япония   | Вакамотохару | 9         | —         | 6         | —         | 0         |
| Япония   | Такарафудзи  | 4         | —         | 11        | —         | 0         | M7      | Япония   | Котоэко      | 6         | —         | 9         | —         | 0         |
| Япония   | Симаноуми    | 7         | —         | 8         | —         | 0         | M8      | Япония   | Тэруцуёси    | 5         | —         | 10        | —         | 0         |
| Япония   | Котосёхо     | 6         | —         | 9         | —         | 0         | M9      | Грузия   | Тотиносин    | 8         | —         | 7         | —         | 0         |
| Япония   | Окиноуми     | 9         | —         | 6         | —         | 0         | M10     | Япония   | Нисикиги     | 8         | —         | 7         | —         | 0         |
| Болгария | Аоияма       | 10        | —         | 5         | —         | 0         | M11     | Монголия | Тиёсёма      | 6         | —         | 9         | —         | 0         |
| Япония   | Мёгирю       | 6         | —         | 9         | —         | 0         | M12     | Япония   | Саданоуми    | 11        | —         | 4         | —         | 0         |
| Япония   | Тиётайрю     | 8         | —         | 7         | —         | 0         | M13     | Япония   | Мэйсэй       | 8         | —         | 7         | —         | 0         |
| Япония   | Охо          | 6         | —         | 9         | —         | 0         | M14     | Япония   | Ютакаяма     | 6         | —         | 9         | —         | 0         |
| Монголия | Адзумарю     | 5         | —         | 10        | —         | 0         | M15     | Япония   | Итиямамото   | 8         | —         | 7         | —         | 0         |
| Япония   | Исиура       | 0         | —         | 0         | —         | 15        | M16     | Япония   | Мидорифудзи  | 9         | —         | 6         | —         | 0         |
| Япония   | Котокудзан   | 2         | —         | 13        | —         | 0         | M17     | Япония   | Кагаяки      | 6         | —         | 9         | —         | 0         |

| Дзюрё    | Дзюрё      | Дзюрё     | Дзюрё     | Дзюрё     | Дзюрё     | Дзюрё     | Дзюрё | Дзюрё    | Дзюрё        | Дзюрё     | Дзюрё     | Дзюрё     | Дзюрё     | Дзюрё     |
| Восток   | Восток     | Результат | Результат | Результат | Результат | Результат | Ранг  | Запад    | Запад        | Результат | Результат | Результат | Результат | Результат |
| -------- | ---------- | --------- | --------- | --------- | --------- | --------- | ----- | -------- | ------------ | --------- | --------- | --------- | --------- | --------- |
| Япония   | Тиёмару    | 8         | —         | 7         | —         | 0         | Д1    | Япония   | Хидэноуми    | 8         | —         | 7         | —         | 0         |
| Япония   | Тиёнокуни  | 6         | —         | 9         | —         | 0         | Д2    | Япония   | Цуругисё     | 10        | —         | 5         | —         | 0         |
| Монголия | Миторю     | 7         | —         | 8         | —         | 0         | Д3    | Япония   | Рюден        | 9         | —         | 6         | —         | 0         |
| Япония   | Акуа       | 5         | —         | 10        | —         | 0         | Д4    | Япония   | Тохакурю     | 9         | —         | 6         | —         | 0         |
| Япония   | Китоновака | 3         | —         | 7         | —         | 5         | Д5    | Монголия | Даисёхо      | 9         | —         | 6         | —         | 0         |
| Япония   | Дайамами** | 11        | —         | 4         | —         | 0         | Д6    | Япония   | Нисикифудзи* | 11        | —         | 4         | —         | 0         |
| Япония   | Энхо       | 6         | —         | 9         | —         | 0         | Д7    | Япония   | Яго          | 4         | —         | 11        | —         | 0         |
| Япония   | Токусёрю   | 9         | —         | 6         | —         | 0         | Д8    | Япония   | Асановака    | 10        | —         | 5         | —         | 0         |
| Япония   | Кайсё      | 7         | —         | 8         | —         | 0         | Д9    | Бразилия | Кайсэй       | 6         | —         | 9         | —         | 0         |
| Япония   | Симадзууми | 7         | —         | 8         | —         | 0         | Д10   | Япония   | Бусёзан      | 9         | —         | 6         | —         | 0         |
| Япония   | Хирадоуми  | 8         | —         | 7         | —         | 0         | Д11   | Япония   | Даисёмару    | 4         | —         | 11        | —         | 0         |
| Япония   | Сёходзан   | 3         | —         | 12        | —         | 0         | Д12   | Япония   | Атамифудзи   | 10        | —         | 5         | —         | 0         |
| Япония   | Тиёраси    | 4         | —         | 11        | —         | 0         | Д13   | Япония   | Тотимару     | 8         | —         | 7         | —         | 0         |
| Япония   | Такакэнто  | 7         | —         | 8         | —         | 0         | Д14   | Япония   | Тураноуми    | 9         | —         | 6         | —         | 0         |

Примечания:
- * – победил в дополнительном финале
- ** – проиграл в дополнительном финале

#### Обладателиспециальных призов
- сюкун-сё (за выдающееся выступление) — Дайэйсё и Таканосё[англ.]
- канто-сё (за боевой дух) — Саданоуми[англ.]

### Нагоя басё
10 – 24 июля, Гимназия префектуры Айти, Нагоя.
Обозначения
| Победитель турнира | Второе место | Пропустил турнир |

| Макуути  | Макуути      | Макуути   | Макуути   | Макуути   | Макуути   | Макуути   | Макуути | Макуути  | Макуути     | Макуути   | Макуути   | Макуути   | Макуути   | Макуути   |
| Восток   | Восток       | Результат | Результат | Результат | Результат | Результат | Ранг    | Запад    | Запад       | Результат | Результат | Результат | Результат | Результат |
| -------- | ------------ | --------- | --------- | --------- | --------- | --------- | ------- | -------- | ----------- | --------- | --------- | --------- | --------- | --------- |
| Монголия | Тэрунофудзи  | 11        | —         | 4         | —         | 0         | Ё       | ø        |             |           | —         |           | —         |           |
| Япония   | Такакэйсё    | 11        | —         | 4         | —         | 0         | О       | Япония   | Митакэуми   | 2         | —         | 5         | —         | 8         |
| ø        |              |           | —         |           | —         |           | О       | Япония   | Сёдай       | 10        | —         | 5         | —         | 0         |
| Япония   | Вакатакакагэ | 8         | —         | 7         | —         | 0         | С       | Япония   | Дайэйсё     | 6         | —         | 7         | —         | 2         |
| Монголия | Хосёрю       | 9         | —         | 6         | —         | 0         | К       | Япония   | Аби         | 8         | —         | 7         | —         | 0         |
| Монголия | Кирибаяма    | 8         | —         | 7         | —         | 0         | М1      | Япония   | Таканосё    | 1         | —         | 6         | —         | 8         |
| Япония   | Котоновака   | 7         | —         | 4         | —         | 4         | M2      | Монголия | Итинодзё    | 12        | —         | 3         | —         | 0         |
| Монголия | Тамаваси     | 5         | —         | 8         | —         | 2         | M3      | Япония   | Ура         | 7         | —         | 8         | —         | 0         |
| Япония   | Вакамотохару | 6         | —         | 9         | —         | 0         | M4      | Япония   | Такаясу     | 0         | —         | 0         | —         | 15        |
| Япония   | Эндо         | 3         | —         | 10        | —         | 2         | M5      | Япония   | Саданоуми   | 7         | —         | 8         | —         | 0         |
| Болгария | Аоияма       | 6         | —         | 9         | —         | 0         | M6      | Япония   | Тобидзару   | 8         | —         | 5         | —         | 2         |
| Япония   | Окиноуми     | 4         | —         | 11        | —         | 0         | M7      | Япония   | Хокутофудзи | 6         | —         | 9         | —         | 0         |
| Грузия   | Тотиносин    | 7         | —         | 8         | —         | 0         | M8      | Япония   | Нисикиги    | 8         | —         | 5         | —         | 2         |
| Япония   | Симаноуми    | 1         | —         | 14        | —         | 0         | M9      | Япония   | Котоэко     | 5         | —         | 6         | —         | 4         |
| Япония   | Тиётайрю     | 6         | —         | 9         | —         | 0         | M10     | Япония   | Мэйсэй      | 9         | —         | 6         | —         | 0         |
| Япония   | Котосёхо     | 5         | —         | 6         | —         | 4         | M11     | Япония   | Мидорифудзи | 10        | —         | 5         | —         | 0         |
| Япония   | Тэруцуёси    | 6         | —         | 9         | —         | 0         | M12     | Япония   | Такарафудзи | 9         | —         | 6         | —         | 0         |
| Япония   | Итиямамото   | 6         | —         | 3         | —         | 6         | M13     | Монголия | Тиёсёма     | 7         | —         | 8         | —         | 0         |
| Япония   | Мёгирю       | 9         | —         | 6         | —         | 0         | M14     | Япония   | Цуругисё    | 5         | —         | 8         | —         | 2         |
| Япония   | Оносё        | 10        | —         | 5         | —         | 0         | M15     | Япония   | Охо         | 8         | —         | 7         | —         | 0         |
| Япония   | Ютакаяма     | 8         | —         | 7         | —         | 0         | M16     | Япония   | Дайамами    | 2         | —         | 9         | —         | 4         |
| Япония   | Нисикифудзи  | 10        | —         | 5         | —         | 0         | M17     | Япония   | Тиёмару     | 6         | —         | 9         | —         | 0         |

| Дзюрё    | Дзюрё      | Дзюрё     | Дзюрё     | Дзюрё     | Дзюрё     | Дзюрё     | Дзюрё | Дзюрё    | Дзюрё      | Дзюрё     | Дзюрё     | Дзюрё     | Дзюрё     | Дзюрё     |
| Восток   | Восток     | Результат | Результат | Результат | Результат | Результат | Ранг  | Запад    | Запад      | Результат | Результат | Результат | Результат | Результат |
| -------- | ---------- | --------- | --------- | --------- | --------- | --------- | ----- | -------- | ---------- | --------- | --------- | --------- | --------- | --------- |
| Япония   | Рюден      | 12        | —         | 3         | —         | 0         | Д1    | Япония   | Хидэноуми  | 6         | —         | 9         | —         | 0         |
| Монголия | Адзумарю   | 4         | —         | 7         | —         | 4         | Д2    | Япония   | Тохакурю   | 3         | —         | 8         | —         | 4         |
| Япония   | Кагаяки    | 7         | —         | 8         | —         | 0         | Д3    | Монголия | Даисёхо    | 4         | —         | 9         | —         | 2         |
| Япония   | Асановака  | 7         | —         | 8         | —         | 0         | Д4    | Монголия | Миторю     | 9         | —         | 6         | —         | 0         |
| Япония   | Тиёнокуни  | 8         | —         | 7         | —         | 0         | Д5    | Япония   | Токусёрю   | 5         | —         | 10        | —         | 0         |
| Япония   | Атамифудзи | 8         | —         | 7         | —         | 0         | Д6    | Япония   | Бусёзан    | 8         | —         | 7         | —         | 0         |
| Япония   | Акуа       | 8         | —         | 7         | —         | 0         | Д7    | Япония   | Котокудзан | 8         | —         | 7         | —         | 0         |
| Япония   | Хирадоуми  | 10        | —         | 5         | —         | 0         | Д8    | Япония   | Энхо       | 8         | —         | 7         | —         | 0         |
| Япония   | Кайсё      | 5         | —         | 7         | —         | 3         | Д9    | Япония   | Тюраноуми  | 9         | —         | 6         | —         | 0         |
| Япония   | Симадзууми | 5         | —         | 4         | —         | 6         | Д10   | Япония   | Исиура     | 0         | —         | 0         | —         | 15        |
| Бразилия | Кайсэй     | 5         | —         | 10        | —         | 0         | Д11   | Япония   | Тотимару   | 6         | —         | 9         | —         | 0         |
| Япония   | Китановака | 8         | —         | 7         | —         | 0         | Д12   | Япония   | Яго        | 4         | —         | 11        | —         | 0         |
| Япония   | Осёма      | 5         | —         | 3         | —         | 7         | Д13   | Япония   | Хокусэйхо  | 11        | —         | 4         | —         | 0         |
| Япония   | Тиёсакаэ   | 9         | —         | 6         | —         | 0         | Д14   | Япония   | Гонояма    | 8         | —         | 7         | —         | 0         |

#### Обладателиспециальных призов
- сюкун-сё (за выдающееся выступление) — Итинодзё
- канто-сё (за боевой дух) — Цуругисё[англ.]

### Аки басё
11 – 25 сентября, Рёгоку Кокугикан, Токио.
Обозначения
| Победитель турнира | Второе место | Пропустил турнир |

| Макуути  | Макуути      | Макуути   | Макуути   | Макуути   | Макуути   | Макуути   | Макуути | Макуути  | Макуути     | Макуути   | Макуути   | Макуути   | Макуути   | Макуути   |
| Восток   | Восток       | Результат | Результат | Результат | Результат | Результат | Ранг    | Запад    | Запад       | Результат | Результат | Результат | Результат | Результат |
| -------- | ------------ | --------- | --------- | --------- | --------- | --------- | ------- | -------- | ----------- | --------- | --------- | --------- | --------- | --------- |
| Монголия | Тэрунофудзи  | 5         | —         | 5         | —         | 5         | Ё       | ø        |             |           | —         |           | —         |           |
| Япония   | Такакэйсё    | 10        | —         | 5         | —         | 0         | О       | Япония   | Митакэуми   | 4         | —         | 11        | —         | 0         |
| ø        |              |           | —         |           | —         |           | О       | Япония   | Сёдай       | 4         | —         | 11        | —         | 0         |
| Япония   | Вакатакакагэ | 11        | —         | 4         | —         | 0         | С       | ø        |             |           | —         |           | —         |           |
| Япония   | Дайэйсё      | 7         | —         | 8         | —         | 8         | С       | Монголия | Хосёрю      | 8         | —         | 7         | —         | 0         |
| Япония   | Аби          | 0         | —         | 0         | —         | 15        | К       | Монголия | Итинодзё    | 6         | —         | 9         | —         | 0         |
| ø        |              |           | —         |           | —         |           | К       | Монголия | Кирибаяма   | 9         | —         | 6         | —         | 0         |
| Япония   | Тобидзару    | 10        | —         | 5         | —         | 0         | М1      | Япония   | Мидорифудзи | 7         | —         | 8         | —         | 8         |
| Япония   | Котоновака   | 8         | —         | 7         | —         | 7         | M2      | Япония   | Мэйсэй      | 8         | —         | 7         | —         | 0         |
| Монголия | Тамаваси     | 13        | —         | 2         | —         | 0         | M3      | Япония   | Ура         | 8         | —         | 7         | —         | 0         |
| Япония   | Нисикиги     | 6         | —         | 9         | —         | 0         | M4      | Япония   | Такаясу     | 11        | —         | 4         | —         | 0         |
| Япония   | Такарафудзи  | 5         | —         | 10        | —         | 0         | M5      | Япония   | Саданоуми   | 9         | —         | 6         | —         | 0         |
| Япония   | Вакамотохару | 10        | —         | 5         | —         | 0         | M6      | Япония   | Эндо        | 7         | —         | 8         | —         | 0         |
| Болгария | Аоияма       | 6         | —         | 9         | —         | 0         | M7      | Япония   | Оносё       | 5         | —         | 10        | —         | 0         |
| Грузия   | Тотиносин    | 7         | —         | 8         | —         | 0         | M8      | Япония   | Хокутофудзи | 10        | —         | 5         | —         | 0         |
| Япония   | Мёгирю       | 8         | —         | 7         | —         | 0         | M9      | Япония   | Котоэко     | 6         | —         | 9         | —         | 0         |
| Япония   | Нисикифудзи  | 10        | —         | 5         | —         | 0         | M10     | Япония   | Таканосё    | 8         | —         | 7         | —         | 0         |
| Япония   | Котосёхо     | 7         | —         | 8         | —         | 0         | M11     | Япония   | Тиётайрю    | 6         | —         | 9         | —         | 0         |
| Япония   | Окиноуми     | 6         | —         | 9         | —         | 0         | M12     | Япония   | Рюден       | 11        | —         | 4         | —         | 0         |
| Япония   | Итиямамото   | 6         | —         | 9         | —         | 0         | M13     | Япония   | Охо         | 7         | —         | 8         | —         | 0         |
| Монголия | Тиёсёма      | 9         | —         | 6         | —         | 0         | M14     | Япония   | Ютакаяма}   | 4         | —         | 11        | —         | 0         |
| Япония   | Тэруцуёси    | 6         | —         | 9         | —         | 0         | M15     | Япония   | Цуругисё    | 5         | —         | 10        | —         | 0         |
| Монголия | Миторю       | 5         | —         | 10        | —         | 0         | M16     | Япония   | Хирадоуми   | 7         | —         | 8         | —         | 0         |

| Дзюрё  | Дзюрё      | Дзюрё     | Дзюрё     | Дзюрё     | Дзюрё     | Дзюрё     | Дзюрё | Дзюрё    | Дзюрё      | Дзюрё     | Дзюрё     | Дзюрё     | Дзюрё     | Дзюрё     |
| Восток | Восток     | Результат | Результат | Результат | Результат | Результат | Ранг  | Запад    | Запад      | Результат | Результат | Результат | Результат | Результат |
| ------ | ---------- | --------- | --------- | --------- | --------- | --------- | ----- | -------- | ---------- | --------- | --------- | --------- | --------- | --------- |
| Япония | Симаноуми  | 4         | —         | 11        | —         | 0         | Д1    | Япония   | Тиёмару    | 7         | —         | 8         | —         | 0         |
| Япония | Тиёнокуни  | 6         | —         | 9         | —         | 4         | Д2    | Монголия | Адзумарю   | 9         | —         | 6         | —         | 0         |
| Япония | Атамифудзи | 8         | —         | 7         | —         | 0         | Д3    | Япония   | Тохакурю   | 8         | —         | 7         | —         | 2         |
| Япония | Кагаяки    | 9         | —         | 6         | —         | 0         | Д4    | Япония   | Бусёдзан   | 8         | —         | 7         | —         | 0         |
| Япония | Хидэноуми  | 8         | —         | 7         | —         | 0         | Д5    | Япония   | Асановака  | 0         | —         | 1         | —         | 14        |
| Япония | Акуа       | 8         | —         | 7         | —         | 0         | Д6    | Япония   | Тюраноуми  | 9         | —         | 6         | —         | 0         |
| Япония | Котокудзан | 7         | —         | 8         | —         | 0         | Д7    | Япония   | Энхо       | 6         | —         | 9         | —         | 0         |
| Япония | Дайамами   | 7         | —         | 8         | —         | 0         | Д8    | Монголия | Даисёхо    | 7         | —         | 8         | —         | 0         |
| Япония | Хокусэйхо  | 9         | —         | 6         | —         | 0         | Д9    | Япония   | Кайсё      | 7         | —         | 8         | —         | 0         |
| Япония | Симадзууми | 6         | —         | 9         | —         | 0         | Д10   | Япония   | Токусёрю   | 7         | —         | 8         | —         | 0         |
| Япония | Тиёсакаэ   | 8         | —         | 7         | —         | 0         | Д11   | Япония   | Китановака | 10        | —         | 5         | —         | 0         |
| Япония | Гонояма    | 6         | —         | 9         | —         | 0         | Д12   | Япония   | Кимбодзан  | 10        | —         | 5         | —         | 0         |
| Япония | Осёма      | 8         | —         | 7         | —         | 0         | Д13   | Япония   | Тотимару   | 2         | —         | 13        | —         | 0         |
| Япония | Тотимусаси | 11        | —         | 4         | —         | 0         | Д14   | Япония   | Такакэнто  | 9         | —         | 6         | —         | 0         |

#### Обладателиспециальных призов
- сюкун-сё (за выдающееся выступление) — Тамаваси[англ.] и Тобидзару[англ.]
- гино-сё (за техническое совершенство) — Вакатакакагэ
- канто-сё (за боевой дух) — Такаясу[англ.]

### Кюсю басё
13 – 27 ноября, Конференц-центр Фукуоки, Кюсю.
Обозначения
| Победитель турнира | Второе место | Пропустил турнир |

| Макуути  | Макуути      | Макуути   | Макуути   | Макуути   | Макуути   | Макуути   | Макуути | Макуути  | Макуути     | Макуути   | Макуути   | Макуути   | Макуути   | Макуути   |
| Восток   | Восток       | Результат | Результат | Результат | Результат | Результат | Ранг    | Запад    | Запад       | Результат | Результат | Результат | Результат | Результат |
| -------- | ------------ | --------- | --------- | --------- | --------- | --------- | ------- | -------- | ----------- | --------- | --------- | --------- | --------- | --------- |
| Монголия | Тэрунофудзи  | 0         | —         | 0         | —         | 15        | Ё       | ø        |             |           | —         |           | —         |           |
| Япония   | Такакэйсё**  | 12        | —         | 3         | —         | 0         | О       | Япония   | Сёдай       | 6         | —         | 9         | —         | 0         |
| Япония   | Вакатакакагэ | 8         | —         | 7         | —         | 0         | С       | Монголия | Хосёрю      | 11        | —         | 4         | —         | 0         |
| ø        |              |           | —         |           | —         |           | С       | Япония   | Митакэуми   | 6         | —         | 9         | —         | 0         |
| Монголия | Тамаваси     | 6         | —         | 9         | —         | 0         | К       | Монголия | Кирибаяма   | 8         | —         | 7         | —         | 0         |
| Япония   | Тобидзару    | 7         | —         | 8         | —         | 0         | К       | Япония   | Дайэйсё     | 7         | —         | 8         | —         | 0         |
| Япония   | Такаясу**    | 12        | —         | 3         | —         | 0         | М1      | Япония   | Котоновака  | 9         | —         | 6         | —         | 8         |
| Япония   | Мэйсэй       | 9         | —         | 6         | —         | 0         | M2      | Монголия | Итинодзё    | 4         | —         | 11        | —         | 0         |
| Япония   | Ура          | 4         | —         | 11        | —         | 0         | M3      | Япония   | Мидорифудзи | 8         | —         | 7         | —         | 0         |
| Япония   | Вакамотохару | 10        | —         | 5         | —         | 0         | M4      | Япония   | Саданоуми   | 8         | —         | 7         | —         | 0         |
| Япония   | Хокутофудзи  | 7         | —         | 8         | —         | 0         | M5      | Япония   | Нисикифудзи | 9         | —         | 6         | —         | 0         |
| Япония   | Нисикиги     | 8         | —         | 7         | —         | 0         | M6      | Япония   | Рюден       | 9         | —         | 6         | —         | 0         |
| Япония   | Эндо         | 6         | —         | 9         | —         | 0         | M7      | Япония   | Мёгирю      | 8         | —         | 7         | —         | 0         |
| Япония   | Такарафудзи  | 3         | —         | 12        | —         | 0         | M8      | Грузия   | Тотиносин   | 6         | —         | 9         | —         | 0         |
| Япония   | Таканосё     | 7         | —         | 8         | —         | 0         | M9      | Япония   | Аби*        | 12        | —         | 3         | —         | 0         |
| Болгария | Аоияма       | 7         | —         | 8         | —         | 0         | M10     | Монголия | Тиёсёма     | 7         | —         | 8         | —         | 0         |
| Япония   | Оносё        | 9         | —         | 6         | —         | 0         | M11     | Япония   | Котосёхо    | 7         | —         | 8         | —         | 0         |
| Япония   | Котоэко      | 7         | —         | 8         | —         | 0         | M12     | Япония   | Тиётайрю*** | 2         | —         | 6         | —         | 0         |
| Япония   | Окиноуми     | 8         | —         | 7         | —         | 0         | M13     | Япония   | Охо         | 10        | —         | 5         | —         | 0         |
| Япония   | Итиямамото   | 7         | —         | 8         | —         | 0         | M14     | Монголия | Адзумарю    | 7         | —         | 8         | —         | 0         |
| Япония   | Кагаяки      | 9         | —         | 6         | —         | 0         | M15     | Япония   | Атамифудзи  | 4         | —         | 11        | —         | 0         |
| Япония   | Тэруцуёси    | 0         | —         | 15        | —         | 0         | M16     | Япония   | Хирадоуми   | 10        | —         | 5         | —         | 0         |

| Дзюрё  | Дзюрё      | Дзюрё     | Дзюрё     | Дзюрё     | Дзюрё     | Дзюрё     | Дзюрё | Дзюрё    | Дзюрё      | Дзюрё     | Дзюрё     | Дзюрё     | Дзюрё     | Дзюрё     |
| Восток | Восток     | Результат | Результат | Результат | Результат | Результат | Ранг  | Запад    | Запад      | Результат | Результат | Результат | Результат | Результат |
| ------ | ---------- | --------- | --------- | --------- | --------- | --------- | ----- | -------- | ---------- | --------- | --------- | --------- | --------- | --------- |
| Япония | Тохакурю   | 5         | —         | 10        | —         | 0         | Д1    | Япония   | Тиёмару    | 8         | —         | 7         | —         | 0         |
| Япония | Тюраноуми  | 4         | —         | 11        | —         | 0         | Д2    | Япония   | Бусёдзан   | 8         | —         | 7         | —         | 0         |
| Япония | Цуругисё   | 10        | —         | 5         | —         | 0         | Д3    | Монголия | Миторю     | 9         | —         | 6         | —         | 2         |
| Япония | Хидэноуми  | 4         | —         | 11        | —         | 0         | Д4    | Япония   | Ютакаяма   | 5         | —         | 10        | —         | 0         |
| Япония | Акуа       | 10        | —         | 5         | —         | 0         | Д5    | Япония   | Тиёнокуни  | 6         | —         | 9         | —         | 0         |
| Япония | Хокусэйхо  | 10        | —         | 5         | —         | 0         | Д6    | Япония   | Китановака | 6         | —         | 9         | —         | 0         |
| Япония | Тотимусаси | 7         | —         | 8         | —         | 0         | Д7    | Япония   | Кимбодзан  | 8         | —         | 7         | —         | 0         |
| Япония | Симаноуми  | 7         | —         | 8         | —         | 0         | Д8    | Япония   | Котокудзан | 8         | —         | 7         | —         | 0         |
| Япония | Дайамами** | 11        | —         | 4         | —         | 0         | Д9    | Монголия | Даисёхо    | 8         | —         | 7         | —         | 0         |
| Япония | Тиёсакаэ   | 7         | —         | 8         | —         | 0         | Д10   | Япония   | Кайсё      | 5         | —         | 10        | —         | 0         |
| Япония | Энхо       | 10        | —         | 5         | —         | 0         | Д11   | Япония   | Такакэнто  | 7         | —         | 8         | —         | 0         |
| Япония | Токусёрю   | 4         | —         | 11        | —         | 0         | Д12   | Япония   | Осёма*     | 11        | —         | 4         | —         | 0         |
| Япония | Симадзууми | 8         | —         | 7         | —         | 0         | Д13   | /        | Рога       | 9         | —         | 6         | —         | 0         |
| Япония | Цусиманада | 7         | —         | 8         | —         | 0         | Д14   | Япония   | Гонояма    | 9         | —         | 6         | —         | 0         |

Примечания:
- * – победил в дополнительном финале
- ** – проиграл в дополнительном финале
- *** – после 7 дней турнира, не дожидаясь окончания басё, Тиётайрю объявил об отставке и уходе из сумо

#### Обладателиспециальных призов
- сюкун-сё (за выдающееся выступление) — Аби
- гино-сё (за техническое совершенство) — Хосёрю
- канто-сё (за боевой дух) — Такаясу[англ.]

## События

### Январь
- 4: Японская ассоциация сумо сообщила, что все борцы хэя Тагоноура пропустят январский турнир Хацу басё из-за множества выявленных случаев заболевания COVID-19. В высшем дивизионе макуути турнир из-за этого пропустил Такаясу[англ.].

- 9-23: состоялся турнир Хацу басё.

- 12: после третьего дня турнира одзэки Такакэйсё, повредивший локоть, вынужден был сняться. Это произошло в восьмой раз в его карьере.

- 21: Японская ассоциация сумо объявила об отставке бывшего маэгасиры Кёкусюхо[англ.] (на момент отставки занимал позицию первого борца востока в третьем дивизионе макусита).

- 23: сэкивакэ Митакэуми со статистикой 13-2 выиграл третий в своей карьере Кубок императора, победив в последний день ёкодзуну Тэрунофудзи. Также Митакэуми был награжден специальным призом за технику (гино-сё). Второе место занял Аби (статистика 12-3), который был награжден специальным призом за выдающееся выступление (сюкун-сё) и звезду кимбоси за победу над ёкодзуной. Премии канто-сё (за боевой дух) был удостоен Котоновака[англ.].

Имея в своем активе 33 победы и выигранный турнир, Митакэуми стал одзэки-тори — кандидатом на повышение в звание одзэки. Кандидатура была внесена на рассмотрение Японской ассоциации сумо главой судейской коллегии Исэгахама-оякатой. Два действующих одзэки (Такакэйсё и Сёдай) получили статус кадобан и обязательство выступить на следующем турнире с положительной статистикой, чтобы сохранить свое звание.
В других дивизионах победили:
- в дзюрё — Котосёхо[англ.]
- в макусита — Нисикава
- в сандаммэ — Мукаинакано
- в дзёнидане — Асахансин
- в дзёнокути — Накасима

- 26: Совет директоров Японской ассоциации сумо одобрил присвоение Митакэуми второго иерархического звания в сумо — одзэки. Он стал первым одзэки из префектуры Нагано за 227 лет.

В возрасте 51 года об отставке объявил Ханакадзэ. Несмотря на то, что он никогда не поднимался выше четвертого дивизиона сандаммэ, он стал известен несколькими рекордами. Ханакадзэ начал карьеру в возрасте 15 лет в 1986 году и выступал на протяжении почти 36 лет, за время которых он не пропустил ни одного турнира (с двух был вынужден сняться из-за травмы). Он был последним действующим борцом, начавшим выступать в эру сёва. Он является единственным сумоистом, который выступал в трех эрах: сёва, хэйсэй и рэйва (то есть, при трех императорах: Хирохито, Акихито и Нарухито).
- 27: двое борцов (маэгасира Хидэноуми и дзюрё Сидэн) были наказаны Японской ассоциацией сумо за участие в нелегальных азартных играх. Хидэноуми был ретроактивно отстранен от январского турнира (фактически, были аннулированы его результаты), а также оштрафован на 20% от ежемесячной зарплаты на два месяца. Сидэн формально не понес наказания, однако из-за пропуска последнего турнира был разжалован в более низкий дивизион.

Хэя Томодзуна была переименована в Осима. Ее глава Кёкутэнхо стал называться ояката Осима.
- 29: бывший одзэки Гоэйдо прошел официальную церемонию данпацу-сики («срезание пучка») — формальную процедуру, символизирующую завершение карьеры. Двумя днями ранее Японская ассоциация сумо одобрила вручение ему тренерской лицензии с правом возглавлять хэя Такэкума.

- 30: прошла церемония данпацу-сики бывшего сэкивакэ Тотиодзана.

### Февраль
- 7: была закрыта хэя Огурума. Шестеро борцов школы присоединились к хэя Осиогава, возглавляемой бывшим сэкивакэ Такэкадзэ.

- 9: одзэки Сёдай сдал положительный тест на COVID-19. К этой дате (начиная с января 2022 года) коронавирусная инфекция была обнаружена у 252 из 900 членов Японской ассоциации сумо (борцов, тренеров, судей, директоров), включая почти половину борцов высшего дивизиона макуути.

- 14: из-за ситуации с массовой заболеваемостью COVID-19 были отменены мартовские соревнования в рамках маэдзумо — турнир для новичков в сумо перед их официальным включением в бандзукэ (рейтинг профессиональных сумоистов). Это произошло второй год подряд. Соревнования перенесли на май 2022 года.

- 19: состоялась церемония данпацу-сики бывшего маэгасиры Хомарэфудзи[англ.].

- 28: опубликован бандзукэ к мартовскому турниру. Митакэуми был назначен одзэки. Маэгасира Аби и комусуби Вакатакакагэ были повышен в ранг сэкивакэ. Сэкивакэ Таканосё[англ.] был понижен до комусуби, а маэгасира Хосёрю — повышен до этого же ранга. Котокудзан[англ.], Котосёхо[англ.], Нисикиги[англ.] и Кагаяки[англ.] были переведены из дзюрё в высший дивизион макуути. Охо[англ.], Кайсэй[англ.] и Цуругисё[англ.] были понижены из макуути в дзюрё.

### Март
- 13-27: состоялся турнир Хацу басё.

- 18: ёкодзуна Тэрунофудзи снялся с турнира после шестого соревновательного дня из-за проблем с левым коленом и правой пяткой. Это было первое досрочное снятие с турнира после получения ранга ёкодзуны в июле 2021 года.

- 27: сэкивакэ Вакатакакагэ со статистикой 12-3 выиграл свой первый Кубок императора. В последний день Вакатакакагэ имел такую же статистику, как и Такаясу[англ.], поэтому был проведен дополнительный финальный поединок, который выиграл Вакатакакагэ. Он также был поощрен премией за технику (гино-сё). Занявший второе место Такаясу, а также Котоновака[англ.] (разделивший с Митакэуми 3-4 места) были поощрены премией за боевой дух (канто-сё). Котоновака получил эту награду на втором турнире подряд. Одзэки Такакэйсё и Сёдай защитили свой статус, зафиксировав положительную статистику (катикоси).

В других дивизионах победили:
- в дзюрё — Рюден[англ.]
- в макусита — Кимбодзан
- в сандаммэ — Канзаки
- в дзёнидане — Котэцу
- в дзёнокути — Кототэбакари

- 28: прошли выборы новых директоров Японской ассоциации сумо. В Совет директоров вошли ояката Садогатакэ (бывший сэкивакэ Котоновака[англ.], отец Котоноваки[англ.], который был в марте поощрен премией за боевой дух) и ояката Исэноуми (бывший маэгасира Китакатидоки[англ.]. Хаккаку Нобуёси[англ.] был переизбран на пост председателя Совета директоров.

- 30: Судейская коллегия Японской ассоциации сумо назначила двух новых симпанов (судей при дохё). Ими стали Нисоносэки (бывший ёкодзуна Кисэносато) и Наруто (бывший одзэки Котоосю).

- 31: Совет директоров Японской ассоциации сумо принял решение сократить количество борцов в третьем дивизионе сандаммэ со 100 до 90. В этот же день Совет принял решение (впервые с начала пандемии COVID-19) разрешить с июля проведение соревнований при полном зрительном зале.

### Апрель
- 25: опубликован бандзукэ к майскому турниру. Маэгасира Дайэйсё был повышен до комусуби. Охо[англ.], Мидорифудзи[англ.] и Адзумарю[англ.] были переведены из дзюрё в высший дивизион макуути. Акуа[англ.], и Тиёнокуни[англ.] и Тиёмару[англ.] были понижены из макуути в дзюрё.

### Май
- 8-22: состоялся турнир Нацу басё.

- 13: маэгасира Тамаваси[англ.] победил ёкодзуну Тэрунофудзи и получил «золотую звезду» (кимбоси). Тамаваси в третий раз победил Тэрунофудзи, став, таким образом, первым с 1965 года борцов, который трижды брал кимбоси у одного и того же ёкодзуны.

- 22: ёкодзуна Тэрунофудзи со статистикой 12-3 выиграл Кубок императора. Победа стала седьмой в его карьере и третьей с момента получения высшего сумоистского ранга. Второе-четвертое места разделили Дайэйсё, Таканосё[англ.] (оба были премированы сюкун-сё за выдающееся выступление) и Саданоуми[англ.] (был премирован канто-сё за боевой дух). Одзэки Седай и Митакэуми зафиксировали макэкоси (отрицательную статистику) и получили статус кадобана («защищающегося» одзэки).

В других дивизионах победили:
- в дзюрё — Цуругисё[англ.] (победил в дополнительном финале Дайамами[англ.])
- в макусита — Осёма
- в сандаммэ — Камитани
- в дзёнидане — Кототэбакари
- в дзёнокути — Кадзэкэнъо

- 28: прошла церемония данпацу-сики бывшего сэкивакэ Тоёносимы.

- 29: прошла церемония данпацу-сики бывшего сэкивакэ Аминисики[англ.]

### Июнь
- 5: Ояката Нисоносэки (бывший ёкодзуна Кисэносато) создал и возглавил хэя Нисоносэки.

- 22: Бывший сэкивакэ Сёходзан[англ.] завершил профессиональную карьеру после 16 лет выступлений.

- 27: опубликован бандзукэ к июльскому турниру. Комусуби  Дайэйсё был повышен до сэкивакэ. Сэкивакэ Аби был разжалован в комусуби. Цуругисё[англ.], Тиёмару[англ.], Цуругисё[англ.] и Дайамами[англ.] были переведены из дзюрё в высший дивизион макуути. Адзумарю[англ.], Кагаяки[англ.], Котокудзан[англ.] и Исиура[англ.] были понижены из макуути в дзюрё.

Бывший одзэки Асанояма, дисквалифицированный в июне 2021 года на шесть турниров за нарушение установленных Японской ассоциацией сумо антиковидных протоколов, назначен на позицию 22 в четвертом дивизионе сандаммэ. Его дисквалификация завершилась.

### Июль
- 10-24: состоялся турнир Нагоя басё. Перед началом первого соревновательного дня прошла минута молчания в память об убитом 8 июля экс-премьере Японии Синдзо Абэ. Ранее принятое решение провести турнир при заполненных трибунах оказалось неверным — в ходе турнира произошла вспышка COVID-19, из-за которой заразились 174 борца (включая 13 сэкитори — борцов дивизионов макусита и дзюрё).

- 16: в возрасте 69 лет от рака лёгких умер 56-й ёкодзуна Ваканохана II.

- 24: занимавший позицию второго маэгасиры Итинодзё со статистикой 12-3 впервые в своей карьере выиграл Кубок императора. Он также получил премию сюкун-сё за выдающееся выступление). Ёкодзуна Тэрунофудзи и одзэки Такакэйсё разделили второе место со статистикой 11-4. Маэгасира Цуругисё[англ.] был премирован канто-сё за боевой дух. Из-за заражения коронавирусом глава Совета директоров Японской ассоциации сумо Хаккаку не смог вручить победителю кубок, за него это сделал ояката Кирисима[англ.].

В других дивизионах победили:
- в дзюрё — Рюден[англ.]
- в макусита — Йосии
- в сандаммэ — Асанояма
- в дзёнидане — Хитоси
- в дзёнокути — Такахаси

- 27: судейская коллегия Японской ассоциации сумо приняла решение считать вспышку COVID-19 на июльском турнире чрезвычайной ситуацией, принимая решение не понижать и не повышать борцов, которые были вынуждены сняться из-за положительного теста на коронавирус, вне зависимости от результата. Это решение было распространено и на Митакэуми, который находился в статусе кадобана, но до снятия с турнира не смог одержать восемь и больше побед, поэтому должен был быть понижен из ранга одзэки. Митакэуми стал первым в истории одзэки, которому было разрешено пребывать в кадобане два турнира подряд.

- 28: бывший ёкодзуна Хакухо получил тренерскую лицензию и право возглавить новую хэя — Миягино.

- 30: состоялась церемония данпацу-сики бывшего комусуби Гагамару.

### Август
- 7: состоялась церемония данпацу-сики бывшего маэгасиры Сагацукасы[англ.].

- 20: состоялась церемония данпацу-сики бывшего маэгасиры Сэиро[англ.].

- 29: опубликован бандзукэ к сентябрьскому турниру. Хосёрю был повышен в ранг сэкивакэ. Итинодзё и Кирибаяма были повышены до комусуби. Рюден[англ.] и Хирадоуми[англ.] были переведены из дзюрё в высший дивизион макуути. Симаноуми[англ.], Дайамами[англ.] и Тиёмару[англ.] были понижены из макуути в дзюрё.

Бразильский сэкитори Кайсэй объявил о завершении профессиональной карьеры.

### Сентябрь
- 9: Японская ассоциация сумо смягчила изоляционные требования, касающиеся COVID-19. Члены ассоциации, включая борцов, которые признаются близко контактировавшими с заболевшими, должны изолироваться на три дня. Если кто-то из членов хэя, в которой обнаружен коронавирус, физически не контактировал с другими членами хэя, то на него не будет распространяться требование по изоляции. Ранее правила предписывали всем членам хэя изолироваться на неделю, и по этой причине (а не по причине реального заболевания) некоторым борцам пришлось сняться с июльского турнира.

- 11-25: состоялся турнир Аки басё.

- 16: впервые за 16 лет в течение одного соревновательного дня свои схватки проиграли и ёкодзуна, и все одзэки.

- 19: маэгасира Тамаваси[англ.] вышел на третье место в истории сумо по количеству последовательно проведенных схваток. Несмотря на то, что ему пришлось сняться с июльского турнира из-за «ковидных» правил, Японская ассоциация сумо разрешила ему не учитывать пропущенные дни.

- 20: ёкодзуна Тэрунофудзи снялся с сентябрьского турнира из-за проблем с коленями. Тренер его хэя заявил о необходимости проведения операции.

- 25: маэгасира Тамаваси[англ.] со статистикой 13-2 выиграл второй в своей карьере Кубок императора. В возрасте 37 лет и 10 месяцев Тамаваси стал старейшим победителем басё со времен введения в 1958 году действующей турнирной системы с шестью басё в год. Впервые с 1991 года два последовательных турнира были выиграны маэгасирами. Второе-четвертое места поделили Вакатакакагэ, Рюден[англ.] и Такаясу[англ.] (со статистикой 11-4). Тамаваси и Тобидзару[англ.] получили премию сюкун-сё за выдающееся выступление, Вакатакакагэ — гино-сё за техническое совершенство, а Такаясу — канто-сё за боевой дух. Одзэки Сёдай в очередной раз оказался в статусе кадобана. Одзэки Митакэуми, для которого кадобан в исключительном порядке был продлен на второй турнир подряд, не смог зафиксировать положительную статистику и утратил свой ранг, установив антирекорд со времен введения нынешней системы понижения для одзэки — он пребывал в ранге всего 4 турнира.

В других дивизионах победили:
- в дзюрё — Тотимусаси
- в макусита — Дайсэйрю
- в сандаммэ — Осёуми
- в дзёнидане — Такахаси
- в дзёнокути — Отани

- 28: впервые с 2012 года в число сэкитори попал борец из России — Рога поднялся из дивизиона макусита в дивизион дзюрё.

Бывший комусуби Дзёкорю объявил об отставке.

### Октябрь
- 1: состоялась церемония данпацу-сики бывшего одзэки Котосёгику.

- 2: состоялась церемония данпацу-сики бывшего маэгасиры Сококурая[англ.].

- 5: состоялась церемония данпацу-сики бывшего комусуби Тиётори[англ.]. По его просьбе в проведение церемонии был добавлен необычный элемент — двадцать зрителей церемонии, заплативших 30 тысяч иен за свое место, смогли принять участие в отрезании сумоистского пучка.

- 7: впервые за 17 лет во дворце Рёгоку Кокугикан состоялся фанатский фестиваль сумо. Его посетили почти 9 тысяч человек, большая часть которых — члены официального фан-клуба Японской ассоциации сумо. На фестивале были установлены два официальных рекорда Гиннесса: ояката Миягино создал за минуту 104 тэгаты (отпечатка руки с подписью сумоиста), а бывший маэгасира Оикари[англ.] исполнил одновременно с 400 человек (борцов и зрителей) упражнение сико (поднятие ноги вверх с последующим топаньем).

- 18: ёкодзуна Тэрунофудзи перенес эндоскопическую операцию на обоих коленях.

- 31: опубликован бандзукэ к ноябрьскому турниру. Митакэуми был разжалован в сэкивакэ. Впервые за 30 лет в числе младших санъяку оказались сразу семь борцов: 4 комусуби и 3 сэкивакэ. Победитель последнего турнира Тамаваси был повышен до комусуби. Атамифудзи[англ.], Кагаяки[англ.] и Адзумарю[англ.] были переведены из дзюрё в высший дивизион макуути. Ютакаяма[англ.], Цуругисё[англ.] и Миторю[англ.] были понижены из макуути в дзюрё.

### Ноябрь
- 11: ёкодзуна Тэрунофудзи официально снялся с ноябрьского турнира.

- 13-27: состоялся турнир Кюсю басё.

- 20: на восьмой день турнира бывший комусуби Тиётайрю объявил об отставке. На момент завершения карьеры он занимал позицию двенадцатого маэгасиры запада.

- 25: одзэки Наоя, находившийся в кадобане, потерпел восьмое поражение и не смог защитить свой ранг. Сэкивакэ Митакэуми не смог одержать 10 побед, которые позволили бы ему вернуть ранг одзэки. Таким образом, на январском турнире 2023 г. будет всего один одзэки и один ёкодзуна (подобная ситуация — первая за 125 лет).

- 27: маэгасира Аби со статистикой 12-3 выиграл первый в своей карьере Кубок императора. Таким образом впервые в истории сумо три последовательных турнира были выиграны борцами в ранге маэгасиры. Для определения победителя впервые с 1994 года потребовался дополнительный финальный турнир, так как помимо Аби статистику 12-3 также имели одзэки Такакэйсё и маэгасира Такаясу[англ.]. Аби последовательно победил их обоих в дополнительном финале. Такаясу во второй раз за год (после марта) принял участие в дополнительном финале для определения победителя. Аби был удостоен премии сюкун-сё за выдающееся выступление. Такаясу второй раз подряд и в третий раз за год был премирован канто-сё за боевой дух. Сэкивакэ Хосёрю получил гино-сё за техническое совершенство.

Впервые за 31 год борец завершил турнир со статистикой 0-15-0. Им стал (Тэруцуёси).
В других дивизионах победили:
- в дзюрё — Осёма
- в макусита — Тамасёхо
- в сандаммэ — Хитоси
- в дзёнидане — Асасию
- в дзёнокути — Такэруфудзи

- 28: бывший маэгасира Ютакаяма[англ.] объявил о выходе в отставку.

### Декабрь
- 1: бывший сэкивакэ Аминисики[англ.] (ояката Адзигава) создал собственную хэя Адзигава.

- 3: состоялась церемония данпацу-сики бывшего маэгасиры Асахисо[англ.].

- 26: опубликован бандзукэ к январскому турниру 2023 года. В рейтинге был представлен один ёкодзуна, один одзэки, четыре сэкивакэ (на одного больше, чем в прошлом бандзукэ) и четыре комусуби. Бывший одзэки Такаясу получил ранг сэкивакэ (впервые с июля 2021 года). Одзэки Сёдай был разжалован в сэкивакэ. В ранг комусуби поднялись Вакамотохару, Котоновака[англ.] и Мэйсэй. Цуругисё[англ.] и Миторю[англ.] и Тиёмару[англ.] были переведены из дзюрё в высший дивизион макуути. Тэруцуёси[англ.] и Атамифудзи[англ.] были понижены из макуути в дзюрё.

Совет директоров Японской ассоциации сумо обнаружил, что победитель июльского турнира Итинодзё нарушил антиковидные правила при посещении ресторанов в ноябре 2020 и августе 2021 года. В наказание Итинодзё был отстранен от участия в январском турнире 2023 года, а глава его хэя был оштрафован на 20% от зарплаты на три месяца. Ояката Исэгахама покинул состав Совета директоров из-за произошедшего в его хэя эпизода насилия над младшими учениками со стороны старших — двое воспитанников избили младших деревянными палками и облили раскаленным бульоном тянконабэ.